# Marie Madeleine Fouda
Marie Madeleine Fouda est un médecin et femme politique camerounaise. Elle est la fille d’André Fouda, le tout premier maire de la ville de Yaoundé de 1967 à 1980.

## Biographie

### Enfance et formations
Marie Madeleine Fouda est née en 1940 à Efok. Elle est titulaire d’un doctorat en médecine générale obtenu en 1982 au Centre universitaire des sciences de la santé,.

### Carrière

#### Vie politique
Marie Madeleine Fouda est élue députée du Centre–Sud à l’assemblée nationale du Cameroun pour le compte de la quatrième législature. Elle est vice-présidente de la Croix-Rouge camerounaise (en) et membre du comité central du Rassemblement démocratique du peuple camerounais. Elle entre au gouvernement du 7 décembre 1997 et occupe jusqu’en 2002 le poste de ministre des affaires sociales,,.

#### Engagement social
Marie Madeleine Fouda est présidente de l’association One Father qui vient aide aux démunis, aux enfants de la rue et orphelins du Sida,.

## Mort
Marie Madeleine Fouda meurt le 13 novembre 2021,,,.